# 양주경찰서
양주경찰서(楊州警察署, Yangju Police Station)는 경기도북부경찰청이 관할하는 경찰서 중 하나이다. 경기도 양주시 일대를 관할한다. 경기도 양주시 평화로 1699 (회정동)에 위치하고 있다.
서장은 총경으로 보한다.

## 기본 정보
- 주소: 경기도 양주시 평화로 1699 (회정동)
- 우편번호: 11435

## 관할 파출소 및 지구대
양주경찰서는 1개의 지구대와 8개의 파출소를 산하에 두고 있다.
| 명칭       | 사진 | 주소                  | 관할구역    | 치안센터 |
| ---------- | ---- | --------------------- | ----------- | -------- |
| 회천지구대 |      | 회정로 133 (덕정동)   | 회천1·3·4동 |          |
| 주내파출소 |      | 부흥로 1617 (마전동)  | 양주1동     |          |
| 장흥파출소 |      | 장흥면 호국로 179     | 장흥면      |          |
| 광적파출소 |      | 광적면 가래비길 54    | 광적면      |          |
| 백석파출소 |      | 백석읍 꿈나무로 142   | 백석읍      |          |
| 은현파출소 |      | 은현면 은현로55번길 6 | 은현면      |          |
| 남면파출소 |      | 남면 개나리길 50      | 남면        |          |
| 고읍파출소 |      | 고읍로 83 (만송동)    | 양주2동     |          |
| 덕계파출소 |      | 평화로 1427 (덕계동)  | 회천2동     |          |

## 같이 보기
- 경기도북부경찰청